# Arnfels
Arnfels (słoweń. Arnež) – gmina targowa w Austrii, w kraju związkowym Styria, w powiecie Leibnitz. Według Austriackiego Urzędu Statystycznego liczyła 1051 mieszkańców (1 stycznia 2015).